# Umor românesc
Umorul românesc prezintă atât elemente originale, cât și aspecte împrumutate de la popoarele pe care le moștenește sau cu care a intrat în contact de-a lungul secolelor.

## Personaje
Unul dintre primele personaje românești prezente în anecdote este Păcală. Numele lui este derivat de la verbul „a păcăli” și, ținând cont că etimologia cuvântului este necunoscută, se presupune că el face parte din umorul specific românesc.
Influența otomanilor a adus în cultura românească noi personaje și situații. Un urmaș binecunoscut al lumii fanariote este personajul Nastratin Hogea, creat de Anton Pann. Din vremea lui Caragiale dateaza apariția personajului mucalit Mitică și așa numitele miticisme.
În România comunistă a fost inventat un nou personaj, dezagreat de către regimul politic din pricina aluziilor incomode privitoare la realitatea din țară. Eroul bancurilor s-a numit Bulă, reprezentând idiotul tragicomic absolut, capabil să scoată la lumină incongruențele mediului în care trăiește prin marea lui naivitate și incapacitatea de a lua parte la imoralitățile comise de către cei din jurul său (motivul lumii pe dos). În special bancurile cu Bulă copil continuă să fie spuse până în zilele noastre, dar schimbările politice din țară au scăzut neîndoios popularitatea personajului, el nemaifiind un subiect interzis. În 2006, Bulă a fost votat pe locul 59 în clasamentul Mari români.
Tot în timpul regimului comunist, în ultimii ani ai "Epocii de Aur", o mare răspândire aveau bancurile cu Ceaușescu.

## Glume politice
În special în timpul regimului comunist, glumele politice erau foarte populare, deși erau ilegale. Cum Ben Lewis a scris în eseul său, „Comunismul era o mașină de produs umor. Teoriile sale economice și sistemul represiunii au creat inevitabil, situații haioase. Au existat și glume despre fascism sau nazism, dar acestea nu au creat o realitate absurdă, stupidă, cum a creat comunismul.”

## Umoriști români
| - Ion Creangă (prozator) - Ion Luca Caragiale (dramaturg) - Constantin Tănase (actor) - George Topîrceanu (poet) - Tudor Mușatescu (dramaturg) - Puiu Călinescu (actor) - Vlad Mușatescu (prozator) - Jean Constantin (actor) - Amza Pellea (actor) - Toma Caragiu (actor) - Dem Rădulescu (actor) - Ștefan Bănică și Stela Popescu (actori) | - Nae Lăzărescu și Vasile Muraru (actori) - Ioan Groșan (prozator) - Alexandru Arșinel și Stela Popescu (actori) - Cip Ieșan (prozator) - Doru Octavian Dumitru (comedian) - Mihai Bendeac (actor) - grupul Divertis - grupul Vouă - grupul Vacanța mare - grupul Planeta Moldova - grupul Mondenii |